# Шарлі Ебдо
Charlie Hebdo (фр. вимова: [ʃaʁli ɛbdo]; укр. Шарлі Ебдо; з французької — Щотижневий Шарлі) — французька щотижнева сатирична газета, що публікує карикатури, репортажі, дискусії та анекдоти. Газета представляє ліві політичні погляди, висміює політиків, ультраправих та релігійні групи. Тижневик з'явився 1969 року і виходив до 1981 включно, відновлений з 1992.

## Медійна діяльність

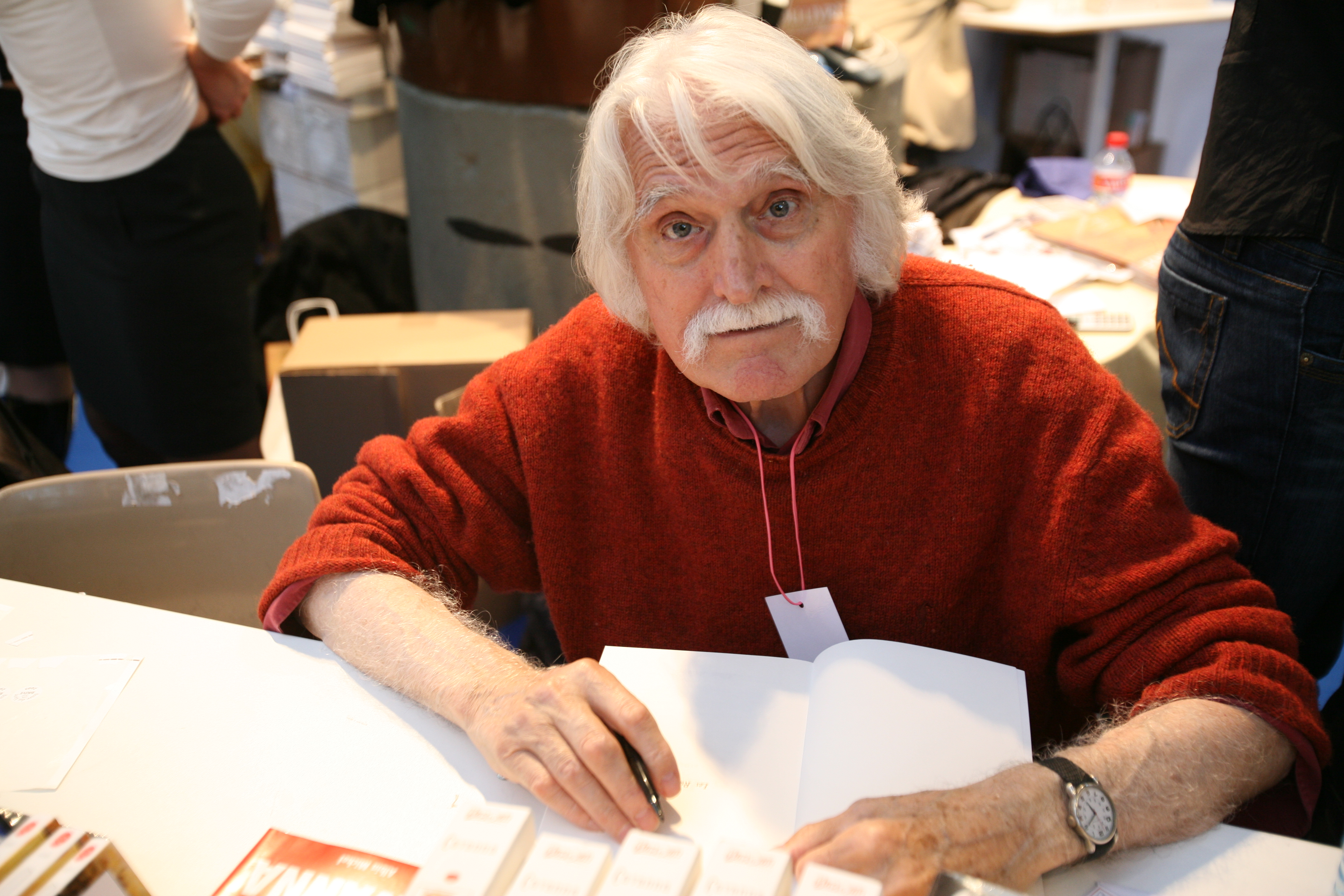
Франсуа Каванна, один зі співзасновників газети

З 1960 року видавався попередник, щомісячний журнал «Хара-Кірі».
Головними редакторами Шарлі Ебдо були Франсуа Каванна (фр. François Cavanna) у період 1969-1981 років, Філіп Валь (фр. Philippe Val) 1992-2009 рр., Стефан Шарбоньє у 2009-2015 роках.
Газета кілька разів публікувала карикатури на іслам і пророка Мухаммеда. Остання така публікація була у вересні 2012 року, коли редакція пожартувала на тему аматорської стрічки «Невинність мусульман». Тоді газетний матеріал викликав заворушення в арабських країнах.
1 березня 2006 року газета опублікувала «Маніфест дванадцяти» проти ісламізму, який нібито є новим тоталітаризмом і загрозою для світової демократії поруч із фашизмом, нацизмом і сталінізмом, які відійшли в небуття.
Газета неодноразово висміювала політику та дії президента РФ Володимира Путіна під час окупації Криму Російською Федерацією та російсько-української війни.

## Відродження
1991 року Гебе (фр. Georges Blondeaux), Кабю та інші були запрошені працювати у журнал La Grosse Bertha, новий щотижневик, що нагадує Charlie Hebdo, створений Філіпом Валем на хвилі критики війни в Перській затоці. Проте наступного року Валь зіткнувся з видавцем, який хотів бачити в журналі аполітичний гумор, і був звільнений.
Гебе і Кабю покинули видання і вирішили створити свою власну газету. Після довгих пошуків нової назви, очевидна ідея про відродження Charlie Hebdo була узгоджена. Новий журнал належав Валю, Гебе, Кабю і Рено (фр. Renaud Pierre Manuel Séchan). Валь був редактором, Гебе — художнім керівником. 
Charlie Hebdo почав свою роботу в липні 1992 року, що викликало великий ажіотаж у суспільстві. Перший випуск видання розійшовся в 100 000 тисяч примірників. Чорон (фр. Georget Bernier), який посварився з колегами, намагався перезапустити щотижневий «Хара-Кірі», але його публікація була недовгою. Чорон помер у січні 2005 року.
26 квітня 1996 року Франсуа Каванна, Стефан «Charb» Шарбоньє і Філіп Валь подали 173 704 підписів, зібраних за вісім місяців, з метою заборони політичної партії Національний фронт, оскільки це суперечило статтям 1, 2, 4, 6 і 7 Декларації прав людини й громадянина.
У 2000 році журналістка Мона Шоле (фр. Mona Chollet) була звільнена після того, як висловила протест проти статті Філіпа Валя, в якому палестинців названо «нецивілізованими». У 2004 році, після смерті Гебе, Валь замінив його на посту директора видання.
У 2008 році розгорілася суперечка через колонку карикатуриста Сіне (фр. Maurice Albert Sinet), що призвело до звинувачень в антисемітизмі. Після цього він був звільнений. Сіне подав у суд на газету за несправедливе звільнення і Charlie Hebdo виплатила йому компенсацію в розмірі € 90 000 як відшкодування збитку.

## Судові справи

### Паризька Мечеть проти Ф. Валу
У 2007 році Паризька соборна мечеть почала судову справу проти головного редактора Charlie Hebdo Філіпа Валя. Позов стосувався трьох конкретних мультфільмів, один з яких зображував Мухамеда, який несе бомбу в тюрбані. У березні 2007 року суд Де Парі виправдав Філіпа Валя, мотивуючи це тим, що в мультфільмах висміювались фундаменталісти, а не мусульмани.

### Звільнення Сіне (2008)
2 липня 2008 року колонка мультиплікатора Сіне (фр. Maurice Albert Sinet) з'явилася в Charlie Hebdo з посиланням на преселемент, в якім було вказано, що Жан Саркозі, син Ніколя Саркозі, оголосив про свій намір перейти в юдаїзм, перш ніж одружитися зі своєю нареченою, єврейською спадкоємицею Джессікою Сібун-Дарті. Сіне додав, що «він далеко піде, цей хлопець!» Це призвело до скарг в антисемітизмі. Редактор журналу, Філіп Валь, наказав Сіне написати лист з вибаченнями. Карикатурист сказав, що волів би «скоротити свої яйця» і був відразу ж звільнений. Обидві сторони згодом подали позови, а в грудні 2010 року, Сіне виграв € 40 000, рішення суду відносно свого колишнього видавця за неправомірне звільнення.

## Релігійні мультфільми та наслідки
Суперечки виникли з приводу публікації від 9 лютого 2006 року під назвою «Mahomet débordé par les intégristes» («Мухаммад перевантажені фундаменталісти»), на першій сторінці показали ілюстрацію Мухаммада, що плаче, за підписом «C'est dur d'être aimé par des cons» («it's hard being loved by jerks») («важко, коли тебе люблять ідіоти»). Газети передрукували дванадцять карикатур на Карикатурний скандал і додали кілька своїх власних. У порівнянні зі звичайним тиражем 100 000 проданих копій, цей номер користувався великим комерційним успіхом. 160 000 примірників були продані, а інший номер з тиражем в 150 000 екземплярів був у пресі в той же день.
У відповідь президент Франції Жак Ширак засудив «явні провокації», які могли б розпалити пристрасті. «Все, що може зашкодити переконанням когось іншого, зокрема релігійним переконанням, слід уникати», сказав Ширак. Паризька соборна мечеть, Всесвітня мусульманська ліга і Союз французьких ісламських організацій (UOIF) подали в суд, стверджуючи, що в номер видання включені расистські ілюстрації. Пізніше видання написало групову заяву проти ісламізму, в ній брало участь дванадцять письменників.

## Теракт 7 січня 2015
За словами свідків, близько 11:30 за місцевим часом (12:30 за Київським часом) до офісу видання вдерлися чоловіки, озброєні автоматами Калашникова, їхні обличчя були прикриті масками та каптурами. Нападників було двоє, вони зробили близько тридцяти пострілів з автоматичної зброї. Серед загиблих відомі художники-карикатуристи Стефан Шарбоньє (відомий під псевдонімом Шарб; 47 років), Жан Кабю (76 років), Жорж Воленскі (80 років) і Бернар Верлак (57 років). За повідомленнями ЗМІ, напад стався через кілька годин після появи у «твіттері» видання карикатури на одного з лідерів угрупування ІДІЛ Абу Бакра аль-Багдаді.

## Перший номер після теракту
Перший після теракту номер газети вийшов 14 січня 2015 року накладом понад три мільйони примірників замість звичних 60 тисяч. На обкладинці був зображений Магомет, його щокою котиться сльоза, в руках він тримає знак «Je suis Charlie» (укр. «Я – Шарлі»). 1178-й номер газети отримав заголовок — фр. Tout est pardonné (укр. Все пробачено).

## Критика
У провідних світових мас-медіа, таких як The New York Times, New Statesman тощо, починаючи з 8 січня з'явилася злива публікацій під назвою «I am not Charlie».
При цьому коментатори усього світу відзначали, що деякі з карикатур Шарлі (наприклад) були провокаційними та/або брутальними та/або породжені хворою психікою тощо.
9 січня принц Шарль-Філіп Орлеанський, герцог Анжуйський, небіж голови королівського французького дому, написав у facebook: 
Я не Шарлі, тому що я ніколи не любив цю маніхейську газету. 
 «Charlie Hebdo» є вульгарним папірцем, що зневажає будь-які думки, що не збігаються з їх власними, і прикриваючись «свободою слова» дозволяли собі здійснювати провокаційні дії. 
 «Charlie Hebdo» є агресивною газетою, яка розпалює ненависть між релігіями своїм нібито «гумором». 
 «Charlie Hebdo» є уособленням атеїстичного лівацького суспільства, яке є джерелом образ і ворожості, замість поваги і братерства між народами й людьми, незалежно від їх відмінностей, раси, кольору шкіри, релігії. 
 Вшанувати пам'ять жертв, так. 
 Віддати данину «Charlie Hebdo», ні.
Українська журналістка Ірина Славінська, яка опублікувала 9 січня колонку «Я-Шарлі», у якій стверджувала: «У свободи слова немає меж», 12 січня, після серйозного читацького обговорення, вже писала:

Українські журналісти отримали добрячий привід замислитися про те, що таке толерантність і що таке мова ненависті. «Теракт у Charlie Hebdo ставить перед нами низку дуже серйозних проблем, які стосуються свободи слова, самоцензури і того, чи є межі у сатири?»

15 січня Папа Римський Франциск заявив, що свобода слова не дає права ображати віру інших людей. Ще понтифік сказав, що тріснув би того, хто ображав би його маму, хай це навіть був би його друг.
Такий приклад він навів, говорячи про свободу слова в контексті нападу терористів на редакцію «Шарлі Ебдо».